# Ернст Клазінг
Ернст Клазінг (нім. Ernst Klasing; 9 грудня 1901, Гамбург — 27 березня 1977, Баден-Баден) — німецький офіцер, генерал-майор вермахту і бундесверу. Кавалер Лицарського хреста Хреста Воєнних заслуг з мечами.

## Біографія
19 червня 1924 року поступив на службу в поліцію. Одночасно з 19 червня по 24 липня 1924 року служив добровольцем в 19-му, з 24 липня по 2 жовтня 1924 року — 6-му піхотному полку. 19 серпня 1935 року перейшов у вермахт. З 26 серпня 1939 року — квартирмейстер генштабу 3-го армійського корпусу. З 6 жовтня 1940 року — начальник оперативного відділу генштабу 123-ї піхотної дивізії. 1 грудня 1942 року відправлений у резерв ОКГ. З 11 січня 1943 року — обер-квартирмейстер генштабу 17-ї армії, з 11 серпня 1943 року — групи армій «A», з 30 березня 1944 року — групи армій «Південна Україна», з 23 вересня 1944 року — групи армій «Південь». В травні 1945 року взятий в полон, в березні 1948 року звільнений. З 1 листопада 1955 по 31 березня 1962 року служив у бундесвері.

## Звання
- Унтер-вахмістр поліції (1 березня 1925)
- Вахмістр поліції ( листопада 1925)
- Лейтенант поліції (1 жовтня 1928)
- Обер-лейтенант поліції (1 травня 1931)
- Гауптман (1 квітня 1937)
- Майор (1 грудня 1941)
- Оберст-лейтенант (1 лютого 1943)
- Оберст (1 вересня 1943)
- Генерал-майор (1 травня 1945)
- Бригадний генерал (9 червня 1956)
- Генерал-майор (10 травня 1958)

## Нагороди
- Медаль «За вислугу років у Вермахті» 4-го, 3-го і 2-го класу (18 років)
- Медаль «У пам'ять 1 жовтня 1938»
- Залізний хрест 2-го і 1-го класу
- Хрест Воєнних заслуг 2-го і 1-го класу з мечами
- Медаль «За зимову кампанію на Сході 1941/42»
- Німецький хрест в золоті (8 січня 1943)
- Лицарський хрест Хреста Воєнних заслуг з мечами (22 січня 1944)
- Орден «За заслуги перед Федеративною Республікою Німеччина», командорський хрест (30 березня 1962)